# Ilyushin
Ilyushin (in russo Авиационный комплекс имени С. В. Ильюшина?, Aviacionnyj kompleks imeni S.V. Il’jušina, lett. "Consorzio aeronautico S.V. Il’jušin") è un ex ufficio tecnico di costruzioni aeronautiche sovietico istituito nel 1933 e originariamente guidato dal capoprogettista Sergej Il’jušin.
Il nome Ilyushin è la traslitterazione anglosassone del cognome dell'ingegnere Il’jušin.
Oggi è un'azienda russa. Gli stabilimenti, situati a Voronež, si sono distinti nel tempo per la grande varietà di aerei, militari e civili, che hanno progettato e costruito.

## Aeromobili
| Nome                       | Ruolo                                                              | Anno |
| -------------------------- | ------------------------------------------------------------------ | ---- |
| DB-3                       |                                                                    | 1936 |
| DB-3F (IL-4)               |                                                                    | 1939 |
| DB-3PT                     |                                                                    | 1938 |
| DB-4 (TsKB-56)             |                                                                    | 1940 |
| Il-1                       | aereo d'attacco monoplano monoposto a pistoni                      | 1943 |
| IL-2 (un posto)            | aereo d'attacco monoplano monoposto/biposto a pistoni              | 1941 |
| Il-2 (due posti)           | aereo d'attacco monoplano monoposto/biposto a pistoni              | 1942 |
| IL-2, M-82                 |                                                                    | 1941 |
| Il-2 Shturmovik (Bark)     | Bombardiere d'attacco monoplano monoposto/biposto a pistoni        | 1941 |
| Il-3 Shturmovik (Bark)     | aereo d'attacco anticarro monoplano monoposto a pistoni            | 1941 |
| Il-4 Shturmovik (scartato) | aereo d'attacco anticarro monoplano biposto a pistoni              | 1942 |
| Il-4 o DB-3 (Bob)          | Bombardiere a quattro posti monoplano bimotore ad elica            | 1941 |
| Il-6                       | Bombardiere a quattro posti monoplano bimotore ad elica            | 1943 |
| Il-8                       | Bombardiere d'attacco monoplano monoposto a pistoni                | 1943 |
| Il-10                      | Bombardiere d'attacco monoplano monoposto a pistoni                | 1944 |
| Il-12 (Coach)              | Aereo passeggeri (21) monoplano a pistoni                          | 1945 |
| Il-14 (Crate)              | Aereo passeggeri (26) monoplano a pistoni                          | 1950 |
| Il-16                      | Bombardiere d'attacco monoplano monoposto a pistoni                | 1945 |
| Il-18, ASh-73 (Coot)       | Aereo passeggeri (66) monoplano a pistoni                          | 1946 |
| Il-18D                     | Aereo passeggeri (100) medio raggio                                | 1957 |
| Il-20 (scartato)           | aereo d'attacco biposto monoplano a pistoni                        | 1948 |
| Il-20 (Coot A)             | Ricognitore elettronico a 15 posti (ECM)                           | 1948 |
| Il-20                      |                                                                    | 1948 |
| Il-22 (1947)               |                                                                    | 1947 |
| Il-22 (1970)               |                                                                    | 1970 |
| Il-24                      |                                                                    | 1983 |
| Il-22 (scartato)           | Prototipo di bombardiere quadrimotore                              | 1947 |
| Il-28 (Beagle)             | Bombardiere bimotore                                               | 1948 |
| Il-30 (scartato)           | Bombardiere quadrimotore                                           | 1951 |
| Il-30                      |                                                                    | 1949 |
| Il-32                      |                                                                    | 1948 |
| Il-36                      |                                                                    |      |
| Il-38 (May)                | Ricognitore - pattugliatore antisom 15 posti quadrimotore          | 1961 |
| Il-40 (Brawny)             | Cacciabombardiere d'attacco biposto bimotore a getto               | 1953 |
| Il-46                      | Bombardiere a medio raggio a tre posti bimotore a getto            | 1952 |
| Il-54                      | Bombardiere a tre posti bimotore a getto                           | 1955 |
| Il-62 (Classic)            | Aeroplano passeggeri (186) quadrimotore a getto medio-lungo raggio | 1963 |
| Il-62M                     | Aeroplano passeggeri (186) quadrimotore a getto medio-lungo raggio | 1969 |
| Il-76 (Candid)             | Aeroplano da trasporto (47.000 kg) 7 posti quadrimotore            | 1971 |
| Il-76M                     |                                                                    | 1978 |
| A-50 (Mainstay)            |                                                                    | 1978 |
| Il-76T                     |                                                                    | 1978 |
| Il-76MD                    |                                                                    | 1981 |
| Il-76TD                    |                                                                    | 1982 |
| Il-76MF                    |                                                                    | 1995 |
| Il-76TD-90-VD              |                                                                    | 2006 |
| Il-78 (Midas)              | Aeroplano da rifornimento in volo (20 t) 6 posti quadrimotore      | 1983 |
| Il-80 (Maxdome)            |                                                                    |      |
| Il-86                      | Aeroplano passeggeri (350) lungo raggio                            | 1976 |
| Il-96 (-300)               | Aeroplano passeggeri lungo raggio                                  | 1988 |
| Il-96M                     |                                                                    | 1993 |
| IL-96T                     |                                                                    | 1997 |
| Il-96-400                  | Aeroplano passeggeri lungo raggio                                  | 2005 |
| IL-96-400T                 | Aeroplano passeggeri lungo raggio                                  | 2005 |
| Il-102                     |                                                                    | 1982 |
| Il-103                     | Aereo passeggeri (3) business                                      | 1994 |
| Il-112V                    | Aereo da trasporto militare leggero bimotore                       | 2016 |
| Il-114                     | Aereo passeggeri (64) regionale                                    | 1990 |
| IL-114T                    | Aereo cargo sulla base di Il-114                                   | 1996 |
| Il-114-100                 | Aereo passeggeri (64) regionale                                    | 1999 |
| Il-149                     |                                                                    |      |
| Il-214                     |                                                                    |      |
| TsKB-26                    |                                                                    | 1935 |
| TsKB-55                    |                                                                    | 1939 |
| TsKB-57                    |                                                                    | 1940 |